# Кінкардінський міст
Кінкардінський міст — автомобільний міст, що перетинає Ферт-оф-Форт від району ради Фолкірка до Кінкардіну, Файф, Шотландія.

## Історія

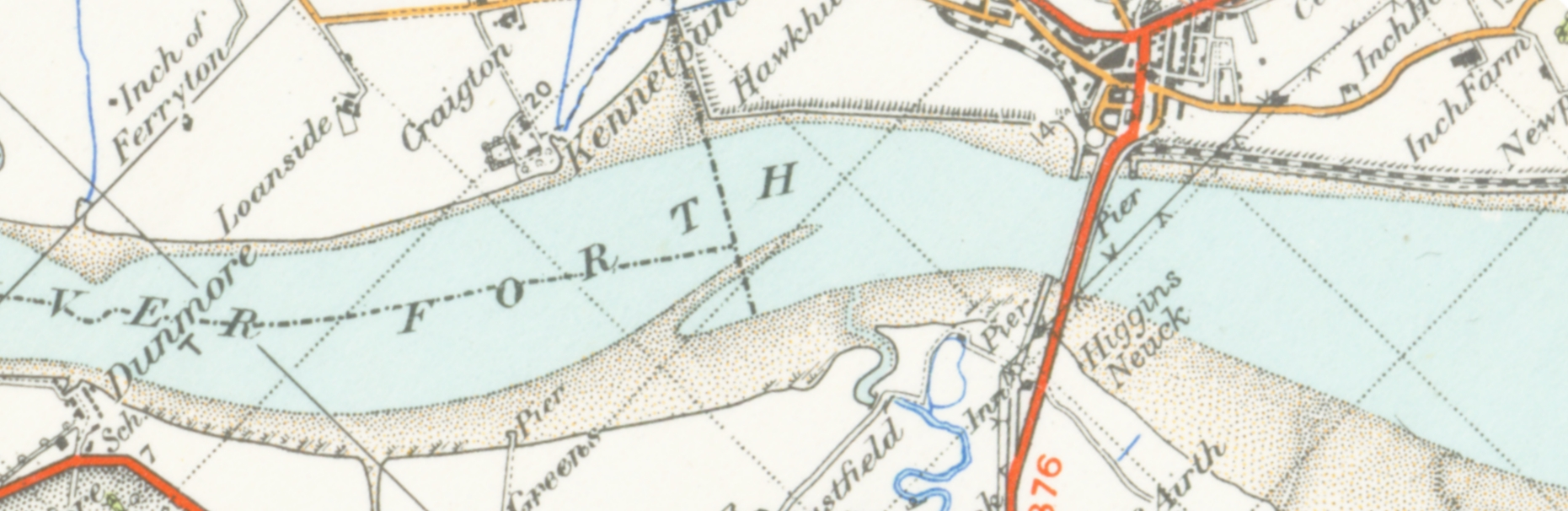
Карта мосту та навколишньої річки 1945 року

Міст був побудований між 1932 і 1936 роками за проектом Ser Alexander Gibb &amp; Partners, інженерів-консультантів та архітектора Дональда Вотсона. Це була перша дорога, яка перетинає річку Форт нижче за течією Стерлінга, завершена майже за тридцять років до мосту Форт-Роуд, який стоїть 15 кілометри на південний схід.
Міст був побудований з поворотною центральною секцією, яка використовувалася до 1988 року, що дозволяло більшим кораблям плисти вгору за течією до невеликого порту в Аллоа.

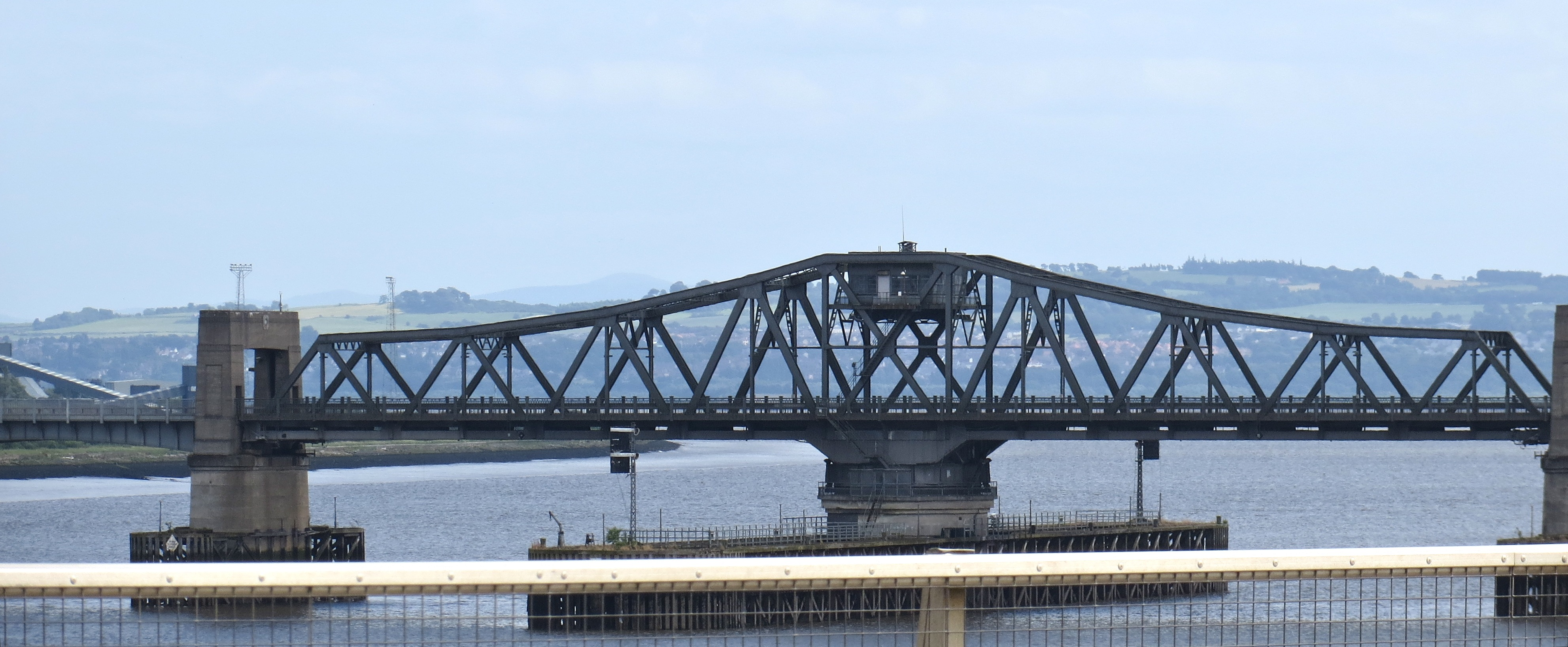
Поворотний проліт мосту, який більше не працює, вид з нового мосту Клакманнаншир

Міст є частиною дороги A985 (колишня A876) і має одну смугу в кожному напрямку. До відкриття Клакманнанширського мосту в 2008 році він був звичайним маршрутом відведення транспорту на північ від Единбурга та східної Шотландії, коли міст Форт Роуд був закритий або ремонтувався. Внаслідок додаткового трафіку, який використовував міст у цей час, додаючи великий інтенсивність регулярного приміського руху, місто Кінкардін часто було перевантажене.

## Другий міст
Оригінальний міст, якому понад 70 років, був визначений шотландською владою як такий, що потребує заміни. Новий Клакманнанширський міст було відкрито 19 листопада 2008 року. У 2005 році оригінальний міст отримав статус Категорії А від Історичної Шотландії і був тимчасово закритий для модернізації у 2011 році.
З відкриттям нового мосту Кінкардінський міст був перенумерований як частина A985, а новий Клакманнанширський міст став частиною зміненого маршруту A876, утворюючи об’їзну дорогу Кінкардіне.